# The Kids We Used to Be...
The Kids We Used to Be... è il terzo album studio del gruppo musicale hardcore punk inglese Your Demise, il primo con il cantante Ed McRae, succeduto a George Noble che era uscito dal gruppo nel 2009.
L'album è stato pubblicato il 20 settembre 2010 in Europa sotto l'etichetta Visible Noise.

## Tracce
1. MMX – 1:55
2. Miles Away – 3:23
3. Scared of the Light – 3:46
4. Life of Luxury (feat. Mike Duce of Lower Than Atlantis) – 3:27
5. Teenage Lust – 4:27
6. The Kids We Used to Be... – 3:46
7. Get the Fuck Out of Little Rock – 1:07
8. Like a Broken Record – 4:31
9. Shine On (feat. Mike Hranica of The Devil Wears Prada) – 4:00
10. Give Up, Get Dropped, Lose Out – 3:20
11. XO – 4:12

## Formazione
Your Demise
- Ed McRae - voce
- Stuart Paice - chitarra
- Daniel Osborne - chitarra
- James Sampson - basso
- James Tailby - batteria

Guest Appearances
- Mike Duce del gruppo Lower Than Atlantis - voce aggiunta
- Mike Hranica del gruppo The Devil Wears Prada - voce aggiunta